# 임꺽정
임꺽정(林巪正, 문화어: 림꺽정, ? ~ 1562년 음력 1월 3일)은 조선 명종 때의 황해도 지방의 백정 출신 도적이다. 홍길동, 장길산과 함께 조선 3대 도적 가운데 한 사람으로 여겨지며 임거정(林巨正), 임거질정(林巨叱正) 등으로도 쓴다.
백정이었으나 성씨가 있는 것으로 보아 선조 중에 임씨(林氏) 성을 가진 사대부가 있었을 것으로 추정되나 정확하지는 않다. 홍길동, 장길산 등과 함께 조선의 3대 도적이라 칭하기도 하고, 여기에 전우치를 포함해 4대 도적으로 보기도 한다.

## 생애
경기도 양주(楊州)의 백정으로, 정확한 가계는 알려져 있지 않다. 다만 그의 형인 가도치(加都致)가 《명종실록》에 나올 뿐이다. 양주군 주내 지역의 전설에 의하면 그의 아버지가 백정이라 마을 사람들에게 천대당했고, 동네 우물물도 먹지 못하게 했다고 한다. 그래서 임꺽정은 집에서 좀 거리가 있는 양주 불곡산까지 가서 흘러내리는 물을 떠다 마셨다고 한다. 일설에는 그의 아버지가 지방관의 탐학으로 살해되면서 의적이 되었다고 하는데, 그가 도적이 된 정확한 원인은 알려져 있지 않다. 한편 그와 비견되는 인물들인 홍길동은 그보다 2세대 전에 활동하던 인물이고, 전우치는 그와 동시대였으며, 장길산은 숙종 무렵에 활동했다.
그는 중종, 명종 시기 양주 일대와 철원, 황해도 봉산군과 해주부, 구월산 일대에서 폭넓게 활동하였다. 정치의 혼란과 관리의 부패로 민심이 흉흉해지자 불평분자를 규합하여 민가를 약탈하였으나, 아전과 백성들이 도와 잡지 못하였다. 1559년(명종 14년)부터는 황해도 구월산 등의 산채를 은신처로 정하고 황해도·경기도 일대를 중심으로 고을 관아를 습격하고 관리를 살해하는 한편, 관아의 창고를 털어 양곡과 패물을 훔치는 한편 빈민에게 양곡을 나누어 주었다. 황해도 장연(長淵)·옹진(甕津)·풍천(豊川) 등지에서 관군이 토벌을 하려 했으나 백성들이 내응하거나 미리 알려주어 이를 피했다.
개성의 포도관 이억근(李億根)과 남치근, 이흠례 등 당시 조선의 장수들은 그를 체포하려 했지만 그는 번번히 체포되지 않고 달아났다. 1560년(명종 15년)부터 점차 세력이 위축되던 중 1562년(명종 17년) 음력 1월에 관군의 대대적인 토벌 작전으로 인해 구월산(九月山)으로 철수하여 항전하다가 남치근 등에게 잡혀서 사형을 당했다.

## 평가
정성희 실학박물관 학예연구사는 조선후기 실학자 성호 이익은 조선의 3대 도적으로 홍길동·장길산과 임꺽정을 꼽았다. 성호가 3대 도적으로 이들을 꼽은 것은 비단 대도(大盜)여서만은 아닐 것이다. 당시 위정자들은 이들을 도적떼로 몰고 갔지만, 실제로는 자신의 이익만을 추구하며 가렴주구(苛斂誅求)를 일삼는 위정자에 대한 농민의 저항이자 신분해방의 부르짖음이 담긴 의적(義賊)이라는 시각이 담겨있다고 본다.라고 평했다.

## 참고 문헌
- 이 문서에는 다음커뮤니케이션(현 카카오)에서 GFDL 또는 CC-SA 라이선스로 배포한 글로벌 세계대백과사전의 "〈경제체제의 해이〉" 항목을 기초로 작성된 글이 포함되어 있습니다.

## 같이 보기
- 홍길동
- 장길산
- 홍명희
- 고석정 - 강원도 기념물 제8호
- 로빈 후드
- 일지매
- 토끼전

## 참고 자료
- 이긍익, 《연려실기술》, 명종조 고사본말